# Kacykowiec aztecki
Kacykowiec aztecki, kacyk Montezumy (Psarocolius montezuma) – gatunek ptaka z rodziny kacykowatych (Icteridae), zamieszkujący Meksyk i Amerykę Centralną. Nie wyróżnia się podgatunków.

## Morfologia
Długość ciała samców średnio 47,5 cm, masa ciała średnio 521 g; długość ciała samic średnio 39,2 cm, masa ciała średnio 246 g. Bardzo duży kacyk z czarnym, pomarańczowo zakończonym dziobem. Pióra na głowie i piersi czarne. Reszta ciała ciemnokasztanowata, z czarnymi zakończeniami lotek i żółtym ogonem (z wyjątkiem czarnych środkowych sterówek). Pod okiem niebieska, naga skóra, u nasady dzioba różowa. Tokujący samiec wykonuje głębokie skłony, wydając głośne skrzeczące dźwięki i płynny bulgot.

## Zasięg, środowisko
Wschodni i południowy Meksyk oraz Ameryka Centralna. Pospolity na nizinach, obrzeżach lasów, terenach uprawnych oraz u podnóży gór.

## Zachowanie
Najczęściej żyje w małych grupach, w koronach drzew, gdzie poszukuje owadów; zjada również owoce. Gniazda buduje w koloniach na pojedynczo rosnących drzewach. Buduje gniazdo o kształcie worka długości 1 m.

## Status
Międzynarodowa Unia Ochrony Przyrody (IUCN) uznaje kacykowca azteckiego za gatunek najmniejszej troski (LC, Least Concern) nieprzerwanie od 1988 roku. Organizacja Partners in Flight szacuje (2019), że liczebność populacji zawiera się w przedziale 500 000 – 4 999 999 dorosłych osobników. Trend liczebności populacji uznawany jest za spadkowy.